# Rocher aux noix
Le rocher aux noix ou Sakhret ajouz (en arabe : صخرة الجوز, sakra al-juz), est un gâteau traditionnel algérien préparé principalement à partir de fruits secs, de sucre et de miel. Le nom Sakhret ajouz est due à sa ressemblance avec un rocher. Sa texture est généralement moelleuse à l’intérieur et croquante à l’extérieur.

## Description
Il existe plusieurs variations des gâteaux algériens à base de pâte El sakhra. Pendant leur préparation, des fruits secs sont utilisés pour leur ornement et pour la fabrication de la pâte El sakhra, par exemple elles peuvent être décorées d'amandes, de pistaches, d'anacardiers, de noisettes ou de noix,,,,.
La pâte est modelée sous forme d’un cône ou d'une pyramide pour lui donner sa forme de rocher, elle est ensuite badigeonnée de blancs d’œuf afin de disposer des fruits secs.
Le rocher aux noix est généralement utilisé comme accompagnement au café ou au thé.